# Nikolaos Melanofeidīs
Nikolaos Melanofeidīs (in greco Νικόλαος Μελανοφείδησ?; ...) è un ex nuotatore ed ex pallanuotista greco.
Ha gareggiato nel 100 metri dorso maschile e a pallanuoto alle Olimpiadi estive 1948.